# Оркестр Армії оборони Ізраїлю
Оркестр Армії оборони Ізраїлю (іврит: תזמורת צה"ל‎; Тізморет ЦаГаЛь) — головний музичний ансамбль Армії оборони Ізраїлю (ЦаГаЛь).
Оркестр об'єднує музикантів і співаків, які проходять службу за призовом у ізраїльскій армії, а також успішно склали конкурсні випробування перед початком служби.
Оркестр переважно грає на військових церемоніях, офіційних прийомах, а також виступає на різних неофіційних суспільних заходах.